# Edward Thorndike
Edward Lee Thorndike (Williamsburg, 31 augustus 1874 - Montrose (New York), 9 augustus 1949) was een Amerikaans psycholoog en is vooral bekend om zijn zogenaamde puzzlebox, waarmee hij zijn Ph.D. in psychologie haalde. Hiermee was hij de feitelijke ontdekker van het operant conditioneren, een deeltak van de psychologie, waar de combinatie tussen stimulus en respons, door middel van een bekrachtiger wordt bestudeerd. Hierna werd hij professor in onderwijspsychologie aan de Columbia-universiteit. 
Thorndike ging uit van het idee dat intelligentie een verzameling is van verschillende aangeleerde vaardigheden, in plaats van een algemene eigenschap van een individu. Ook voerde hij de zogenaamde 'Law of Effect' in, welke uitgaat van het idee dat een individu (dieren in het geval van Thorndikes experimenten) actief leert. Dat houdt in dat een individu verschillende gedragingen vertoont en als een gedrag een positief effect veroorzaakt, het gedrag vaker zal vertonen en in het geval van een negatief effect minder vaak.